# Vîrsta de aur a anticipației românești
Vîrsta de aur a anticipației românești este o colecție de povestiri științifico-fantastice din 1969 editată de Ion Hobana. A apărut la Editura Tineretului în Colecția SF.
În 1972 a primit Premiul Uniunii Scriitorilor și Premiul Special Europa - Trieste.

## Cuprins
- Cuvânt înainte (Vîrsta de aur a anticipației românești) - eseu de Ion Hobana
- Spiritele anului 3000 de Demetriu G. Ionnescu
- O călătorie în lună de Alexandru Speranță
- Oceania-Pacific-Dreadnought de Alexandru Macedonski
- O tragedie cerească de Victor Anestin
- Un asasinat patriotic de Victor Eftimiu
- Brațul Andromedei de Gib Mihăescu
- De vorbă cu Necuratul (capitol din Cetiți-le noaptea) de Ion Minulescu
- Ochiul lui Eliazar (capitol din Baletul mecanic) de Cezar Petrescu
- În preistorie (capitol din Tablete din țara de Kuty) de Tudor Arghezi
- Pastorală (capitol din Aventurile d-lui Ionel Lăcustă-Termidor) de Felix Aderca
- Sfârșit (capitol din Oameni în ceață) de Ion Biberi
- Pământul în flăcări! de Al. Dem. Colțești
- Ard luminile-n Vitol de Ilie Ienea
- Groază  de Victor Papilian
- Agerul pământului de I. C. Vissarion
- „Nopți la Serampore” (fragment) de Mircea Eliade